# El cielo partido

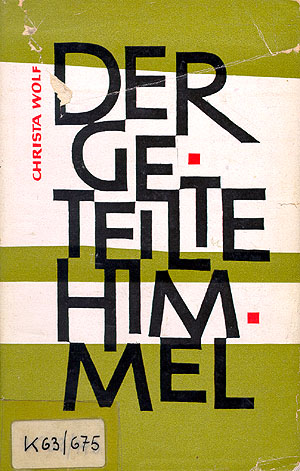
Christa Wolf, Der geteilte Himmel 1963 - Portada del libro en alemán.

El cielo partido (Der geteilte Himmel en versión original) es una novela de Christa Wolf publicada en 1963 y llevada a la pantalla en 1964 por Konrad Wolf. También es conocida como El cielo dividido.

## Argumento
La novela trata de Rita Seidel, una joven de 19 años, y su novio Manfred Herrfurth. Se desarrolla en la RDA (República Democrática Alemana) poco antes de la construcción del muro en los años 60.
Rita y Manfred se conocen durante un baile y empiezan a salir juntos. Los dos son muy diferentes: Rita vive en el campo, Manfred en la ciudad, Rita es soñadora, Manfred muy racional. Sin embargo, se van a vivir juntos en Halle (Sajonia-Anhalt) y Manfred trabaja como químico, mientras Rita asiste a clases de Magisterio y hace sus prácticas en una fábrica de ferrocarriles.
Manfred ha crecido en una familia enfrentada y, cuando uno de sus proyectos es rechazado por los funcionarios de la RDA, pierde la confianza en la economía socialista y decide ir a la RFA (República Federal Alemana). Rita sigue sus pasos e intenta persuadirle para que vuelva, pero Manfred se queda en el Oeste y Rita vuelve sola a Halle porque se siente una extraña en la RFA. 
Una semana más tarde empieza la construcción del muro que va a separar a los dos amantes definitivamente. Rita intenta suicidarse y entra en coma. Cuando se despierta, recuerda y cuenta su historia con Manfred.

## Estilo
Toda la historia se cuenta en dos niveles. El primer nivel se desarrolla en el hospital (después del accidente), donde Rita habla como narrador omnisciente sobre lo que le pasa allí (conversaciones con los visitantes, etc.). Todo esto se encuentra escrito en presente.
La historia de Rita y Manfred se desarrolla en el segundo nivel, del que se puede leer un resumen en el párrafo del argumento (arriba). Esta parte de la novela se cuenta en pasado y está narrada por una tercera persona que no forma parte de la historia, puesto que se trata simplemente del narrador, que aporta más información que Rita. Cada capítulo se cuenta en un nivel, aunque a veces se pueden encontrar los dos niveles dentro del mismo capítulo.
Christa Wolf utiliza lo que se conoce como estilo libre indirecto, en el que aparecen pensamientos y locuciones de los personajes entremezclados con la narración, sin marcarlos con comillas o guiones. Gracias a su vocabulario, el libro es fácil de entender, aunque es necesario conocer la historia alemana de la época descrita.

## Rita
Rita es una chica joven e inexperta que vive en un pequeño pueblo en la RDA. Después de la Segunda Guerra Mundial, su padre no vuelve a casa, así que su niñez no es la más fácil y tiene que dejar pronto la escuela para ganar dinero. Empieza a trabajar en una oficina de seguros, pero este trabajo no le gusta. El gran giro de su vida llega con el encuentro de Manfred: un amor a primera vista. Gracias a la oportunidad que le ofrece Schwarzenbach, Rita entiende lo que verdaderamente quiere: estudiar en la gran ciudad donde vive Manfred para luego trabajar como profesora. De ahora en adelante tiene que ser más independiente, puesto que está lejos de sus amigos y de su familia. Pero a pesar de todo consigue organizarse bien en la ciudad, gracias a la ayuda de algunos compañeros de trabajo.
Con el tiempo va madurando y tomando más decisiones por sí misma. Es una persona muy importante para Manfred: a menudo lo escucha mientras él le cuenta sus preocupaciones y le ofrece buenos consejos. De esta manera, llega a asumir el papel de los padres de Manfred, hacia lo que no siente un cariño muy profundo, razón por la que no les pide ayuda. Por otra parte, ocurre también a la inversa: Manfred consuela a Rita con frecuencia.
Rita, como muchas otras personas, soñaba con crear un mundo mejor después de la dictadura Nazi, pero, cuando Manfred se marcha a la RFA, ella pierde la ilusión de poder mejorar Alemania. 
La construcción del Muro de Berlín simboliza la separación entre Manfred y Rita. Así, las dos cosas más importantes en la vida de Rita, es decir, el amor por Manfred y el Socialismo, no se pueden conciliar y por eso ella intenta suicidarse.

## Referencia al contexto histórico
Christa Wolf no se dedicó a la literatura de propaganda socialista, sino que en sus novelas describía la situación económica y las razones de la escasez de recursos de la población. Pero para que los socialistas le publicaran las novelas tenía que prevalecer el optimismo.
El cielo partido representa el desarrollo de la RDA desde una sociedad pre-comunista hasta la instauración del régimen socialista. Rita y Manfred simbolizan los dos extremos de la época: para Manfred la única posibilidad de escapar de la incapacidad de este gobierno es marcharse a la RFA, mientras que Rita reconoce los defectos del sistema socialista y está dispuesta a renunciar a un mejor nivel de vida para contribuir a su perfeccionamiento.

## Película
Konrad Wolf llevó esta novela a la pantalla en 1964; se publicó en 2009 en la Filmedition suhrkamp junto con otra adaptación de Christa Wolf, Selbstversuch, por Peter Vogel en el año 1989.

## Otras ediciones
Deutscher Taschenbuch Verlag GmbH & Co. KG, Munich (julio de 1973)
Faber & Faber, Leipzig (octubre de 1996)
El cielo partido, Christa Wolf; Traducción de Ana María de la Fuente; Prólogo de Marisa Siguan; Barcelona: Círculo de Lectores (1994)

## Literatura secundaria
Bernhardt, Rüdiger: Christa Wolf: Der geteilte Himmel. Königs Erläuterungen und Materialien (Bd. 426) Hollfeld: Bange Verlag 2004. ISBN 978-3-8044-1812-7